# Ramganj Mandi
Ramganj Mandi là một thành phố và khu đô thị của quận Kota thuộc bang Rajasthan, Ấn Độ.

## Nhân khẩu
Theo điều tra dân số năm 2001 của Ấn Độ, Ramganj Mandi có dân số 30.984 người. Phái nam chiếm 53% tổng số dân và phái nữ chiếm 47%. Ramganj Mandi có tỷ lệ 68% biết đọc biết viết, cao hơn tỷ lệ trung bình toàn quốc là 59,5%: tỷ lệ cho phái nam là 75%, và tỷ lệ cho phái nữ là 60%. Tại Ramganj Mandi, 16% dân số nhỏ hơn 6 tuổi.